# Nawal El Saadawi
Nawal El Saadawi (tiếng Ả Rập: نوال السعداوي, sinh ngày 27 tháng 10 năm 1931) là một nhà văn nữ quyền, nhà hoạt động, bác sĩ và bác sĩ tâm thần người Ai Cập. Bà đã viết nhiều cuốn sách về chủ đề phụ nữ trong đạo Hồi, đặc biệt chú ý đến việc thực hành cắt xén bộ phận sinh dục nữ trong xã hội của bà. Bà đã được mô tả là "Simone de Beauvoir của thế giới Ả Rập".
Bà là người sáng lập và là chủ tịch của Hiệp hội Đoàn kết Phụ nữ Ả Rập và là người đồng sáng lập Hiệp hội Nhân quyền Ả Rập. Bà đã được trao bằng danh dự trên ba lục địa. Năm 2004, Bà giành giải Bắc-Nam từ Hội đồng Châu Âu. Năm 2005, Bà giành được giải thưởng quốc tế Inana ở Bỉ, [6] và năm 2012, Cục hòa bình quốc tế trao tặng Bà giải thưởng hòa bình Seán MacBride năm 2012.
Nawal el Saadawi đã giữ các vị trí của Tác giả cho Hội đồng tối cao về Nghệ thuật và Khoa học Xã hội, Cairo; Vụ trưởng Vụ Giáo dục Y tế, Bộ Y tế, Cairo, Tổng thư ký Hiệp hội Y khoa, Cairo, Ai Cập và bác sĩ y khoa tại Bệnh viện Đại học và Bộ Y tế Ai Cập. Bà là người sáng lập của Hiệp hội Giáo dục sức khỏe và Hiệp hội các nhà văn nữ Ai Cập; bà là Tổng biên tập Tạp chí Y tế ở Cairo, và biên tập viên của Tạp chí Hiệp hội Y khoa.

## Đầu đời
Là người con thứ hai trong số chín người con, Saadawi sinh năm 1931 tại ngôi làng nhỏ Kafr Tahla. Gia đình bà đã từng rất truyền thống, bà đã bị cắt bỏ âm vật khi mới 6 tuổi, tuy vậy cha bà quyết định rằng mọi đứa con của gia đình đều sẽ được đi học.
Cha bà là một quan chức chính phủ ở Bộ Giáo dục, người đã vận động chống lại sự cai trị của Anh tại Ai Cập và Sudan trong cuộc Cách mạng Ai Cập của năm 1919. Kết quả là, ông bị đày đến một thị trấn nhỏ ở đồng bằng sông Nile, và chính phủ đã trừng phạt ông bằng cách không thăng chức cho ông trong 10 năm. Ông tương đối tiến bộ và dạy con gái mình sự tôn trọng và khả năng diễn đạt những gì mình nghĩ. Ông cũng khuyến khích bà học tiếng Ả Rập. Cả cha lẫn mẹ bà đều qua đời khi còn nhỏ, để lại Saadawi với gánh nặng chu cấp cho một gia đình lớn.
Mẹ bà xuất thân từ một gia đình gốc Thổ Nhĩ Kỳ; El Saadawi đã mô tả ông nội của Bà, Shoukry Bey, và gia đình của mình là "tất cả đều có làn da nâu của người Thổ Nhĩ Kỳ". Bà ngoại của bà cũng có nguồn gốc Thổ Nhĩ Kỳ.